# Ives (cratère)
Pour les articles homonymes, voir Ives.
Ives est un cratère d'impact présent sur la surface de Mercure. 
Le cratère fut ainsi nommé par l'Union astronomique internationale en 1976 en hommage au compositeur américain Charles Ives. 
Son diamètre est de 18 km. Il se situe dans le quadrangle de Michelangelo (quadrangle H-12) de Mercure.